# Turmuhr des Grand Temple in La Chaux-de-Fonds

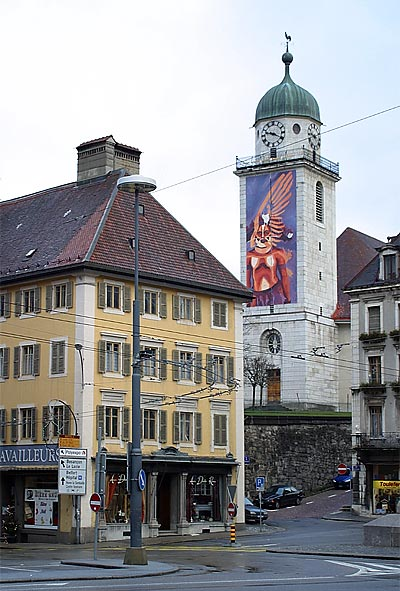
Grand Temple (Turm)

Die Turmuhr aus dem Grand Temple in La Chaux-de-Fonds wurde im Jahre 1860 auf Bestellung der Stadt mit finanzieller Unterstützung der ortsansässigen Uhrenprüfstelle von Armand Collin (Paris) gebaut und als Normaluhr im Turm der reformierten Kirche (Grand Temple) aufgestellt. Dort diente sie der Uhrenmetropole lange Jahre als Zeitbasis, bis sie schließlich in das Internationale Uhrenmuseum verbracht wurde. Bei der Wahl des Fabrikanten waren die Schweizer Uhrenspezialisten sich durchaus bewusst, dass damals in der Qualität der Ausführung kein Turmuhrenfabrikant dem Pariser Collin gleichkam, der seit 1852 als Nachfolger von Bernard-Henri Wagner dessen Werkstätte führte.

## Technik

Ehemalige Turmuhr des Grand Temple in La Chaux-de-Fonds, erbaut 1860 von Armand Collin

Die Uhr ist als Gußkonstruktion in Flachrahmenbauweise ausgeführt, ähnlich wie die bekannten Uhren von Jean-Baptiste Schwilgué aus Strasbourg. Auf einem massiven stählernen Rahmen sind links das Viertel- und rechts das Stundennachschlagwerk aufgebaut. In der Mitte sitzt das Gehwerk direkt über dem Stundenschlagwerk. Alle Räder sind Bronzeguss, die Triebe überwiegend Hohltriebe. Nur in der Hemmungspartie sind massive Triebe vorhanden. Die Schlagwerke sind horizontal angeordnet, wobei die Walzen außen liegen. Das Stundenschlagwerk wird, wie im Jura üblich, zum Stundennachschlag einige Minuten nach der vollen Stunde nochmals separat ausgelöst. Die Schlagwerkssteuerung erfolgt mit Schlossscheibe.
Für die Präzision des Uhrwerks ist von Bedeutung, dass das Uhrwerk Stiftengang (Scherenhemmung) nach Amant mit konstanter Kraft aufweist. Ein schwerkraftgetriebenes Differenzialgetriebe im Hilfsaufzug (remontoir d'égalité) entkoppelt nach dem bewährten Prinzip Henri Wagners die Hemmung von den veränderlichen Lasten des Zeigerantriebs und der Schlagwerksauslösung. Die Konstruktion ist äußerst solide und formschön in Bronze- und Messingguss erstellt. Das Gehwerk ist in allen Teilen sorgfältig und präzise ausgeführt. Die Platinen aus sauber gehobeltem Messingguss sind formschön geschwungen. Für die Lager wurden spezielle Fassungen (Chatons) verwendet. Im Ganzen achtete Collin sorgfältig auf eine symmetrische Anordnung.
Die im Bildvordergrund sichtbaren großen stählernen Kegelräder dienen zum Aufziehen des im Turm aufgestellten Werks von einer tiefer gelegenen Etage aus. Eine solche Aufzugseinrichtung ist für jedes der vier Werke vorhanden. Damit die Uhr während des Aufziehens nicht stehen bleibt, hat Collin an den Walzenrädern weitere Differenzialgetriebe angebracht.
Die Gangdauer der Uhr beträgt 25 Stunden.